# Juan de Ayolas
Juan de Ayolas (preminuo c. 1537.) bio je španjolski konkvistador koji je istraživao područje Rio de la Plata. Godine 1534. isplovio je u ekspediciji pod vodstvom Pedra de Mendoze koja je imala cilj istraživanje i kolonizaciju područje između Rio de la Plate i Mageljanova prolaza. Nakon što je Mendoza zaplovio natrag za Španjolsku Ayolasa je postavio za svoga nasljednika. Ayolas je brodom istraživio područja uzvodno uz rijeku Paranu, uz rijeku Paragvaj, vjerojatno prvi prošao mjestom na kojem se danas nalazi grad Asunción, ratovao s plemenom Guaraní, istraživao put do Anda, te su na povratku čitavu njegovu ekspediciju i njega ubili pripadnici plemena Payaguá. Po njemu je nazvan grad Ayolas u Paragvaju.